# Eudorylas falx
Eudorylas falx är en tvåvingeart som beskrevs av José Albertino Rafael och Da S. Menezes 1999. Eudorylas falx ingår i släktet Eudorylas och familjen ögonflugor. Inga underarter finns listade i Catalogue of Life.